# Schizoglossum quadridens
Schizoglossum quadridens är en oleanderväxtart som beskrevs av Nicholas Edward Brown. Schizoglossum quadridens ingår i släktet Schizoglossum och familjen oleanderväxter. Inga underarter finns listade i Catalogue of Life.